# Naomi Mata'afa
Fiame Naomi Mata'afa (Apia, 29 d'abril de 1957) és una política i cap matai samoana. És primera ministra de Samoa d'ençà del 24 de maig de 2021, arran de la victòria al capdavant del seu partit polític, Fa'atuatua i le Atua Samoa ua Tasi (FAST), a les eleccions generals de 2021. Primera dona a ocupar aquest càrrec, Mata'afa havia exercit anteriorment com a viceprimera ministra del país del 2016 al 2020.
El seu rival, i anterior primer ministre, Tuilaepa Aiono Sailele Malielegaoi, que no ha acceptat els resultats electorals continua posant en dubte la legitimitat de Mata'afa i de la nova administració.